# Jezioro Głuchowskie
Jezioro Głuchowskie – jezioro w woj. wielkopolskim, w powiecie szamotulskim, w gminie Wronki, leżące na terenie Pojezierza Poznańskiego.

## Dane morfometryczne
Powierzchnia zwierciadła wody według różnych źródeł wynosi od 15,0 ha przez 16,67 ha (lustra wody i ogólna) do 17,0 ha.
Zwierciadło wody położone jest na wysokości 59,0 m n.p.m. lub 59,9 m n.p.m. Maksymalna głębokość jeziora wynosi 6,0 m.

## Hydronimia
Według spisu opracowanego przez Komisję Nazw Miejscowości i Obiektów Fizjograficznych (KNMiOF) nazwa tego jeziora to Jezioro Głuchowskie. Dane z państwowego rejestru nazw geograficznych nie podają żadnych nazw obocznych tego jeziora. 
Nazwa jezioro Głuchowskie w niektórych publikacjach wymieniana jest jako nazwa północnej części leżącego w tej samej gminie jeziora Chojno.